# Giuseppe Maria Pizzini
Giuseppe Maria Pizzini, anche Piccini (Venezia, 1607 – 25 maggio 1648) è stato un vescovo cattolico italiano.

## Biografia
Nato a Venezia, entrò nell'Ordine dei predicatori e fu destinato al convento dei Santi Giovanni e Paolo. Fu baccelliere in teologia e venne nominato vescovo di Caorle il 20 marzo 1645 da papa Innocenzo X, all'età di soli 38 anni.
Come vescovo di Caorle portò avanti degli imponenti lavori di restauro della cattedrale. Per dare seguito alle direttive del Concilio di Trento, decise di smantellare l'iconostasi del presbiterio principale, che constava di 15 icone, della scuola di Paolo Veneziano, sostituendola con delle balaustre che potessero meglio servire alla Comunione dei fedeli. Oggi i frammenti lapidei dell'antica iconostasi si trovano in parte ancora in chiesa insieme alle balaustre fatte costruire dal Pizzini, mentre altri frammenti e solo 6 delle icone originali sono conservati nel museo del Tesoro della cattedrale. Inoltre fece aprire due finestre nell'abside centrale e realizzò l'altare maggiore che resistette fino agli anni settanta del novecento. Durante lo smembramento del vecchio altare furono ritrovate, in una cassa di legno, le reliquie del cranio di Santo Stefano, di un braccio di Santa Margherita e di buona parte del corpo di San Gilberto, ivi depositate nel XIII secolo dal vescovo Rinaldo A memoria di questi imponenti lavori si trova ancora oggi, affrescato alla parete sinistra del presbiterio, lo stemma vescovile del vescovo Pizzini, sopra il luogo dove era posto il faldistorio:  «D'argento (?) all'albero nodrito sulla sommità di un monte a tre cime il tutto al naturale».
Ripieno anche di zelo pastorale, volle concedere ad alcuni rappresentanti del popolo, appartenenti al ceto più povero della popolazione, di sedere accanto a lui in cattedrale durante le celebrazioni liturgiche. Ma ciò andò a turbare un delicato equilibrio di secoli, tanto che il vescovo fu costretto ad un aspro contenzioso, in cui venne a scontrarsi con il doge Francesco Molin, al quale i cittadini del ceto più abbiente si erano rivolti per ripristinare le antiche consuetudini. In un documento del 1647, il nome del vescovo Pizzini compare accanto a quello del doge Molin in una lettera, trasmessa dal podestà Pietro Contarini, in cui veniva intimato di annullare ogni innovazione .
Morì il 25 maggio 1648 all'età di soli 41 anni e dopo soli 3 anni di episcopato. In realtà molte fonti storiche, a partire dall'Ughelli, datano la sua morte al 1653. Ma due fonti in particolare escludono decisamente questa possibilità. La prima è la lapide sepolcrale del vescovo Pizzini, nella chiesa dei Santi Giovanni e Paolo. L'iscrizione, riportata dal Soravia, recita
(Giambattista Soravia, Le chiese di Venezia, 1822, per Francesco Andreola, Venezia)
Da qui, tra l'altro, si apprende che la data della sua nascita doveva essere il 1607. L'altra fonte è il necrologio del monastero di Santi Giovanni e Paolo, riportato dal Corner, che recita (per le incongruenze contenute vedi nota )
(Flaminio Corner, Ecclesiæ Venetæ antiquis monumentis, 1749, Tipogravia di Giovan Battista Pasquali, Venezia)

## Genealogia episcopale
La genealogia episcopale è:
- Vescovo Marco Giustiniani
- Patriarca Gianfrancesco Morosini
- Vescovo Giuseppe Maria Pizzini, O.P.